# Lemnisco
Lemnisco è il termine anatomico utilizzato per indicare fasci di fibre nervose, facenti parte della sostanza bianca, che veicolano le percezioni sensoriali dalla periferia ai centri cerebrali superiori. Il termine deriva dal latino lemniscus, a sua volta derivante dal greco antico "λημνίσκος", che significa nastro, fascetta.

## Lemnisco spinale
È composto dal fascio spino-talamico laterale, dal fascio spino-talamico anteriore e dal fascio spino-tettale e trasporta le informazioni circa la sensibilità tattile protopatica, termica e dolorifica al nucleo ventrale postero-laterale del talamo e alla lamina quadrigemina del mesencefalo. Le fibre nervose si incrociano a livello della commessura bianca del midollo spinale.

## Lemnisco mediale
È composto dal fascio bulbo-talamico costituito a sua volta da fascio cuneo-talamico e gracile-talamico. Origina da entrambi i nuclei del fascicolo gracile e del fascicolo cuneato localizzati nella parte dorso-inferiore del bulbo, visibili come rilievi di superficie in corrispondenza della clava (nucleo gracile), e del tubercolo cuneato (nucleo cuneato), le fibre incrociano anteriormente al canale centrale e terminano a livello del nucleo ventrale postero-laterale del talamo. Veicola verso la corteccia cerebrale la sensibilità tattile epicritica e i segnali propriocettivi.

## Lemnisco viscerale
Nasce dai neuroni delle lamine sensitive del corno posteriore del midollo spinale, che ricevono afferenze amieliniche da mucose e sierose, e proiettano al tronco encefalico e al talamo. Le informazioni che giungono al talamo sono di tipo dolorifico e verranno riverberate all'area somestesica primaria (aree 3A, 3B , 1, 2 di Brodmann) della corteccia telencefalica, mentre le fibre che si interrompono nel tronco encefalico si portano alla sostanza reticolare contribuendo a innescare riflessi viscerali.

## Lemnisco trigeminale
Veicola le informazioni relative alla sensibilità del volto al nucleo ventrale postero-mediale del talamo ed è formato da fibre del nervo trigemino (V).

## Lemnisco laterale
Veicola la sensibilità acustica. Origina come corpo trapezoide dai nuclei cocleari i quali ricevono afferenze dalle fibre cocleari del nervo vestibolococleare, originatesi dal ganglio spirale del Corti; il corpo trapezoide si porta anteromedialmente e passa oltre la linea mediana. In questo suo decorso trasversale attraversa le olive superiori di entrambi i lati. Portatosi lateralmente al lemnisco mediale controlaterale, piega verso l'alto continuandosi come lemnisco laterale. Le fibre delle strie acustiche dorsali e intermedie, originatesi dai nuclei cocleari dorsali, si fanno controlaterali senza però contrarre rapporti con il corpo trapezoide, bensì confluendo direttamente nella costituzione del lemnisco laterale. Questo porta poi le sue fibre al collicolo inferiore della Lamina Quadrigemina. 
Dal collicolo quadrigemino inferiore di ogni lato originerà poi un fascio di sostanza bianca detto "braccio congiuntivo inferiore" che si dirigerà verso il talamo ipsilaterale, in particolare verso il corpo genicolato mediale.
In realtà il lemnisco laterale non presenta solo una costituzione in fibre derivanti dai nuclei cocleari ma presenta anche un piccolo contingente costituito da fibre originate dai nuclei vestibolari. Questo contingente è il cosiddetto contingente vestibolare e trasporta la porzione cosciente della Vestibolocezione in modo che venga integrata a livello cortico-cerebrale